# Peter Kaghanovitch
Peter Kaghanovitch (* 18. September 1953 in Zürich) ist ein Schweizer Schauspieler.

## Biografie
Hauptsächlich spielt Kaghanovitch Theater in Deutschland, teilweise auch in anderen europäischen Ländern. Er wirkte auch in Fernseh- und Kinofilmen und bei mehreren Hörspielen für den Hörfunk des WDR mit.
Kaghanovitch lebt in Stuttgart.

## Filmografie (Auswahl)
- 1978: Heinrich Heine (Fernsehfilm)
- 1979: Victor (Fernsehfilm)
- 1979: Der Idiot im Hintergrund (Fernsehfilm)
- 1984: Der Glücksritter (Fernsehserie)
- 1987: Miele (Fernsehfilm)
- 1998: Lonny, der Aufsteiger (Fernsehfilm)
- 2001: Ein Mann kommt in die Bar (Kurzfilm)
- 2004: Arne Friedman (Kurzfilm)
- 2004: Lammfromm (Kurzfilm von Hanno Olderdissen)
- 2005: Küstenwache (Fernsehserie, 1 Folge)
- 2005: Ein Fall für B.A.R.Z. (Fernsehserie, 1 Folge)
- 2008: Abgedreht in Stuttgart (Fernsehserie, 1 Folge)
- 2010: Die Kiste (Kurzfilm)
- 2011: Unter Nachbarn
- 2013: Die Ahnen der Queen (Fernsehfilm)
- 2013: Das Problem des Schnellstfluges (Kurzfilm)
- 2015: Chocolate Darwin (Kurzfilm, Animation)
- 2016: Die Welt der Wunderlichs
- 2017: Freunde & Bekannte (Kurzfilm)
- 2018: Tatort – KI (Krimireihe)
- 2018: Kaisersturz (Fernsehfilm)
- 2019: Flocke & Proschinski (Kurzfilm)
- 2021: Verbindung
- 2023: Der Greif (Fernsehserie, Mitwirkung in einer Folge)